# Polyalthia lateriflora
Polyalthia lateriflora är en kirimojaväxtart som först beskrevs av Carl Ludwig von Blume, och fick sitt nu gällande namn av Wilhelm Sulpiz Kurz. Polyalthia lateriflora ingår i släktet Polyalthia och familjen kirimojaväxter.

## Underarter
Arten delas in i följande underarter:
- P. l. elongata
- P. l. lateriflora
- P. l. macrophylla
- P. l. siamensis